# Cael Sanderson
Pour les articles homonymes, voir Sanderson.
Cael Norman Sanderson, né le 20 juin 1979 à Salt Lake City, est un lutteur libre américain évoluant dans la catégorie des moins de 84 kg. 
Après avoir remporté en 2003 une médaille d'argent aux Championnats du monde et une médaille de bronze aux Jeux panaméricains, il est sacré champion olympique en 2004 à Athènes .